# What Shall We Do Now?
What Shall We Do Now? (de título de prueba Backs to the Wall) es una canción de la banda inglesa Pink Floyd, escrita por Roger Waters.
La idea original era que apareciera en su álbum The Wall de 1979, y apareció en demos de The Wall, pero fue omitida debido a las restricciones de tiempo del formato del vinilo. En su lugar se colocó una canción mucho más corta, titulada "Empty Spaces", la cual desemboca directamente en "Young Lust". Esta fue una decisión de último minuto; las mangas de los sobres de vinilo del álbum The Wall' aún incluyen esta canción en la lista de canciones e incluye su letra.

## Composición
Al principio, la canción tiene el mismo ritmo que "Empty Spaces", pero en su tono original (Re menor). Es una progresión lenta oscura con un repetitivo ritmo de batería electrónica y guitarra solista, pero donde termina "Empty Spaces" y se da paso a "Young Lust","What Shall We Do Now?" se mueve en una segunda sección, más fuerte y enérgica que la anterior. La progresión D-E-F-E es un tema que se repite en todo el álbum, se escucha en las dos versiones de "In the Flesh" y las tres partes de "Another Brick in the Wall". En los versos de la canción, se enumeran las posesiones de una estrella de rock, las cuales implican un efecto perjudicial sobre Pink, el protagonista de la película homónima al álbum.
Las dos pistas se confunden fácilmente. La velocidad de la cinta de "Empty Spaces" se aceleró para elevar el tono a Mi menor, con voces y guitarra regrabadas. Los miembros de Pink Floyd han contribuido a la confusión entre las dos pistas, llamando erróneamente What Shall We Do Now? como Empty Spaces en varias ocasiones, como en la lista de canciones para la versión cinematográfica de The Wall, y la gira de Waters The Wall Live in Berlin. En otras ocasiones (por ejemplo, la versión en vivo lanzada oficialmente), la primera y segunda partes de la pista se dividen y se identifican como Empty Spaces y What Shall We Do Now? respectivamente, a pesar de que en realidad son dos partes distintas de la misma canción.
La versión de estudio de What Shall We Do Now? aparece publicada en el álbum "Pink Floyd: The Wall (Soundtrack) de 1982, y en el actual CD, en que es la pista 11. No obstante, parece ha sido ampliamente pirateada a partir del audio de la película, extraído de los VHS, Laserdisc, y DVDs en las últimas décadas. Probablemente debido a que el citado álbum, no tuvo ni tiene la misma tirada que el original.

## Personal
- Roger Waters - voces, bajo, sintetizador VCS3.
- David Gilmour - guitarras, voces.
- Nick Mason - batería
- Richard Wright - piano, sintetizador.

- Datos: Q2734272